# グーグーだって猫である
『グーグーだって猫である』（グーグーだってねこである）は大島弓子の漫画作品、およびそれを原作とした映画作品およびテレビドラマ作品。

## 概要
タイトル・ロールとなっているアメリカンショートヘアの猫、「グーグー」を始めとする猫たちと作者との生活を綴ったエッセイ漫画。『ヤングロゼ』1996年11月号から1997年8月号まで連載され、その後『本の旅人』に移籍し2011年6月号まで連載された。全6巻。第12回手塚治虫文化賞短編賞受賞。
2008年に映画化、2014年・2016年にテレビドラマ化されている。
2012年から続編『キャットニップ』が雑誌『きらら』で連載されている。

## コミックス

### 単行本
角川書店
1. 2000年07月28日刊行、ISBN 4-04-853258-8
2. 2002年12月03日刊行、ISBN 4-04-853535-8
3. 2007年05月25日刊行、ISBN 4-04-854097-1
4. 2008年05月29日刊行、ISBN 4-04-854186-2
5. 2010年02月25日刊行、ISBN 4-04-854473-X
6. 2011年09月22日刊行、ISBN 4-04-874249-3

### 文庫本
角川文庫
1. 2008年06月25日刊行、ISBN 978-4-04-434802-1
2. 2008年07月25日刊行、ISBN 978-4-04-434803-8
3. 2010年02月25日刊行、ISBN 978-4-04-434804-5
4. 2011年09月23日刊行、ISBN 978-4-04-434805-2
5. 2013年07月25日刊行、ISBN 978-4-04-100691-7
6. 2014年06月25日刊行、ISBN 978-4-04-101377-9

## 映画
2008年9月6日公開。エッセイ漫画を原作としているが、主人公を大島がモデルの「小島麻子」とするオリジナル・ストーリーとなっている。

### ストーリー
舞台は吉祥寺。少女漫画家の小島麻子は、愛猫のサバを亡くしてから作品をほとんど発表しなくなっていた。ある日、麻子はペットショップでオスのアメリカンショートヘアの子猫を購入、グーグーと名付ける。元気を取り戻した麻子に周囲は新作を期待する。
麻子は年下の青年・沢村青自と親しくなる。麻子は新作「8月に生まれる子供」の準備に入るが、卵巣がんで倒れる。麻子はグーグーをアシスタントのナオミに預ける。研修医の沢村は実家の小豆島に帰るつもりだという。麻子は手術で卵巣と子宮を摘出し、抗がん剤の副作用に苦しむ。夢の中で麻子は人間の姿になったサバと邂逅する。退院した麻子は新作を発表。ナオミはニューヨークへ旅立つ。

### キャスト
- 小島麻子 - 小泉今日子
- ナオミ - 上野樹里
- 沢村青自 - 加瀬亮
- 麻子のアシスタント・加奈子 - 大島美幸（森三中）
- 麻子のアシスタント・咲江 - 村上知子（森三中）
- 麻子のアシスタント・美智子 - 黒沢かずこ（森三中）
- 中央特快・マモル - 林直次郎（平川地一丁目）
- 中央特快・タツヤ - 伊阪達也
- 京子 - 高部あい
- エリカ - 柳英里紗
- 編集長・近藤 - 田中哲司
- 編集者・田中 - 村上大樹
- 梶原 - でんでん
- 小林 - 山本浩司
- UMEZU氏 - 楳図かずお
- 出版社社長 - 井上伸一郎
- 出版社会長 - 角川歴彦
- 映画会社社長 - 椎名保
- ポール・ワインバーグ - マーティ・フリードマン
- 人間のサバ - 大後寿々花
- 高梨 - 江口のりこ
- 占いの老婆 - 鷲尾真知子
- 占いの老婆 - りりィ
- 山本泰助 - 小林亜星
- 香苗（麻子の母） - 松原智恵子
- 幼少時の小島麻子 - 小池里奈
- グーグー - 小桜エツ子（声・CMのみ）
- 染谷恵二、小林さり、武内由紀子、松田沙紀、稲葉さおり、みやなおこ、顔田顔彦　ほか

### スタッフ
- 監督・脚本 - 犬童一心
- 脚本協力 - 渡辺千穂、佐藤信介
- 原作 - 大島弓子『グーグーだって猫である』（角川書店）
- 音楽 - 細野晴臣
  - オリジナルスコア制作・演奏 - 青柳拓次、コシミハル、高田漣、といぼっくす、鈴木惣一朗
- 主題歌 - 小泉今日子 / 細野晴臣「グッド グッド good good」（コロムビアミュージックエンタテインメント）
- アニマルトレーナー - 坂本明里、土田弥生、國立路加、佐々木道広
- 動物出演協力 - フレンドリー・アニマル・プロダクション、市原ぞうの国、佐々木動物プロダクション、ところざわ犬猫支援の会
- アニメーション制作 - IKIF
- 劇中漫画提供 - 大島弓子
- 取材協力 - 槇村さとる、新條まゆ
- スタントコーディネーター - 齋藤應典（ナンバーワンプロモーション）
- 特殊造型 - 松井祐一、三好史洋、佐伯佳世
- 視覚効果 - BIG-X、日本エフェクトセンター
- 現像 - IMAGICA
- スタジオ - 日活撮影所
- ロケ協力 - 武蔵野市、井の頭自然文化園、井の頭恩賜公園、吉祥寺活性化協議会、理化学研究所、常総フィルムコミッション、彩の国本庄拠点フィルムコミッション、ほか
- プロデューサー - 久保田修、小川真司
- 共同プロデューサー - 福島聡司、谷島正之、田中美幸
- エグゼクティブスーパーバイザー - 角川歴彦
- 協賛 - 穴吹工務店
- 製作プロダクション - アスミック・エース、IMJエンタテインメント
- プロダクション協力 - フェローピクチャーズ
- 製作 - 「グーグーだって猫である」フィルム・コミッティ（アスミック・エース、IMJエンタテインメント、住友商事、WOWOW、角川書店、ミュージック・オン・ティーヴィ、CJエンタテインメント、シネマ・インヴェストメント）
- 配給 - アスミック・エース

### 映画ソフト

#### 映画DVD
グーグーだって猫である ニャンダフル・ディスク付き
- DVD2枚組、2009年2月6日発売。発売元：アスミック・エース、販売元：角川映画。
  - ディスク1：本編DVD
    - 映像特典
      - 「グッド グッド good good」ミュージックビデオ
      - 予告編集

    - 音声特典
      - 視覚障がい者用音声ガイド

  - ディスク2：特典DVD
    - メイキング グーグーだって猫である making special
    - 小泉今日子×細野晴臣 スペシャル対談&音楽メイキング
    - グーグーが吉祥寺にやってきた!（吉祥寺イベント映像集）
    - グーグーだってNGを出す（グーグーのNGシーン集）
    - グーグー&チビグーグー親子のプライベート映像集
    - Good Sleep（快眠）を応援するボーナス映像「グーグーと一緒にGood Night」
    - 舞台挨拶集
    - 中央特快ミュージックチャプター&「貝殻」特別編集バージョン

  - 初回限定特典
    - 『グーグーだって猫である』フォトブック (32P)
    - 特製アウターケース（グーグーのおひるね写真入り）

#### 映画Blu-ray
グーグーだって猫である ブルーレイ スペシャル・エディション【TCE Blu-ray SELECTION】
- Blu-ray Disc1枚組、2012年9月5日発売。発売元：アスミック・エース、販売元：TCエンタテインメント。
  - 映像・音声特典：「中央特快ミュージックチャプター&「貝殻」特別編集バージョン」を除いた全映像・音声特典を収録。

#### 映画CD
グーグーだって猫である オリジナル・サウンドトラック
- CD1枚組、2008年8月27日発売。発売元：デイジーワールド・ディスク、販売元：コロムビアミュージックエンタテインメント（規格品番：COCP 35115）
  - 主題歌「グッド グッド Good Good」をはじめ、劇中で使用された音楽を全23曲収録。細野晴臣、青柳拓次、コシミハルなどが参加。

## テレビドラマ
WOWOW「連続ドラマW」枠でテレビドラマ化され、2014年10月18日から11月8日まで全4話で放送された。映画版と同じく犬童一心が監督を務めているが、映画とは異なるオリジナルストーリーになっている。
続編の『グーグーだって猫である2 -good good the fortune cat-』が2016年6月11日から7月16日まで全5話で放送された。

### ストーリー（テレビドラマ）
ホームレスの男性がグーグーとなるネコを手渡すなど、原作で描かれるネコとの出会いとは状況が異なる。

### キャスト（テレビドラマ）

#### レギュラー
小島麻子
演 - 宮沢りえ（中学時代(第1シリーズ 第3、4話)・大学時代(第2シリーズ 第3話)：中村ゆりか）
主人公。漫画家。
大森
演 - 長塚圭史
編集者。
ミナミ
演 - 黒木華（第2シリーズ 第1話まで）
麻子のアシスタント。後に独立する。
飯田千里
演 - 前田敦子（第2シリーズより）
独立したミナミに代わる麻子の新しいアシスタント。

#### 第1シリーズ ゲスト
ホームレス
演 - 田中泯（第1話、第4話）
麻子に子猫のグーグーを託す。
三宅
演 - 岸井ゆきの（第2話）
女子高生の占い師。通称・ハーメルン。
立花秀夫
演 - 岩松了（第2話）
居酒屋「ひがたや」の店主。
立花勝久
演 - 中岡創一（ロッチ）（第2話）
秀夫の息子。
石川莉奈
演 - 市川実和子（中学時代：長尾寧音）（第3話）
麻子の中学時代の同級生。
千加子
演 - 菊地凛子（第4話）
麻子が小学生の時に出会った女性。

#### 第2シリーズ ゲスト
ヒナ
演 - 柳英里紗（第1話）
麻子のアシスタント。
藤木
演 - 橋本淳（第1話）
麻子のアシスタント。
小野
演 - 重岡漠（第1話）
飯田に麻子のアシスタントを譲る。
賀川
演 - イッセー尾形（第2話）
武蔵野署の刑事。
智子
演 - 西田尚美（大学時代：光宗薫）（第3話）
麻子の大学時代の同級生。
守屋
演 - 志磨遼平（ドレスコーズ）（第3話）
大学時代に麻子と智子が通っていた古本屋の店員。
サエコ
演 - 河井青葉（第3話）
麻子と智子が行く喫茶店のウェイトレス。
三宅
演 - 岸井ゆきの（第3話）
女子高生の占い師。通称・ハーメルン。
赤間
演 - 田中泯（最終話）
麻子にグーグーを託した後、姿を消したホームレスによく似た男。

### スタッフ（テレビドラマ）
- シリーズ構成・監督 - 犬童一心
- 原作 - 大島弓子
- プロデューサー - 高嶋知美、江川智
- 脚本 - 高田亮
- 音楽 - 高田漣
- 挿入歌 - 高田漣 feat. UA「パレード」[2]（ビクターエンタテインメント / スピードスターレコーズ）

### エピソードリスト
| シリーズ    | 放送回 | 放送日   | サブタイトル                 |
| ----------- | ------ | -------- | ---------------------------- |
| 第1シリーズ | 第1話  | 10月18日 | その恋にはアプローチしない。 |
| 第1シリーズ | 第2話  | 10月25日 | 占いどおりに生きてみる。     |
| 第1シリーズ | 第3話  | 11月01日 | 会いたい気持ちを試してみる。 |
| 第1シリーズ | 第4話  | 11月08日 | 運命を味方につける。         |

| シリーズ    | 放送回 | 放送日  | サブタイトル                 |
| ----------- | ------ | ------- | ---------------------------- |
| 第2シリーズ | 第1話  | 6月11日 | 憧れを仕事にする             |
| 第2シリーズ | 第2話  | 6月18日 | 見晴らしのいい部屋           |
| 第2シリーズ | 第3話  | 6月25日 | ガールフレンド・フォーエバー |
| 第2シリーズ | 第4話  | 7月9日  | マリッジブルーを乗り越えろ！ |
| 第2シリーズ | 最終話 | 7月16日 | 自分史上最高の冒険           |

### 受賞
第1シリーズ
- 2014年11月度ギャラクシー賞月間賞（2014年）
- 第41回放送文化基金賞
  - 奨励賞（テレビドラマ番組部門）
  - 演技賞 - 宮沢りえ

| WOWOW 土曜オリジナルドラマ 連続ドラマW | WOWOW 土曜オリジナルドラマ 連続ドラマW                             | WOWOW 土曜オリジナルドラマ 連続ドラマW |
| 前番組                                 | 番組名                                                             | 次番組                                 |
| -------------------------------------- | ------------------------------------------------------------------ | -------------------------------------- |
| 枠設立前につき無し                     | グーグーだって猫である (2014.10.18 - 11.08)                        | 平成猿蟹合戦図 (2014.11.15 - 12.20)    |
| きんぴか （2016.2.13 - 2016.3.12）     | グーグーだって猫である2 -good good the fortune cat- (2016.6.11 - ) | 希望ヶ丘の人びと (2016.7.16 - )        |